# Parque El Provincial
El Parque El Provincial es un parque de San Miguel de Tucumán, Tucumán, Argentina. Se extiende entre las calles Alsina, Ayacucho, 9 de Julio y avenida Roca, sobre el terreno de la vieja Estación El Provincial. Es el primer parque totalmente cerrado por rejas perimetrales, abriendo de 8 a.m. a 22 p. m.

## Historia
En el sitio del actual parque se encontraba la Estación El Provincial del Ferrocarril Noroeste Argentino, que servía dentro de los límites provinciales. Esta fue inaugurada el 28 de septiembre de 1889 y cerrada en 1978. Con su cierre, el edificio de la estación ferroviaria fue usurpado y en 2002 el edificio y los terrenos circundantes fueron transferidos al gobierno provincial. En 2007 se construyó en el predio sobre calle Alsina las Escuelas Luis Braille y la Escuela Especial para Sordos Próspero García. En 2011 se instalaron en el solar del actual parque vendedores ambulantes, los cuales fueron anteriormente desalojados del centro tucumano.
En 2017, con el traspaso del lugar a la municipalidad capitalina, se proyectó la creación del parque sobre los terrenos de la vieja Estación El Provincial con un costo de ARS 56 000 000. La primera parte del proyecto entre las calles 9 de julio, Alsina, Buenos Aires y avenida Roca, fue inaugurada el 3 de mayo de 2019. La segunda parte del proyecto, entre calles Chacabuco, Ayacucho, Alsina y avenida Roca fue inaugurada el 28 de noviembre de 2019. Mientras la remodelación del edificio de la vieja estación y el espacio verde adyacente fue remodelado y abierto el 22 de julio de 2021 por el intendente Germán Alfaro. Con la remodelación del edificio, la vieja estación se transformó en un polo gastronómico y cultural.

## Descripción
El Parque El Provincial se compone de tres cuadras ubicadas sobre la avenida Roca. El parque cuenta con caminería interior, iluminación led, juegos infantiles, mobiliario y equipamiento urbano, merenderos, arbolado, espacios de recreación deportiva y un mirador que permite observar todo el parque. El espacio público es el primer parque inclusivo y adaptado para discapacitados en Tucumán, con veredas texturizadas para ciegos, juegos inclusivos y rampas para discapacitados. Asimismo, el parque está cerrado y cuenta con cámaras de seguridad para evitar hechos de vandalismo.